# Lithops gesinae
Lithops gesinae är en isörtsväxtart som beskrevs av De Boer. Lithops gesinae ingår i släktet Lithops och familjen isörtsväxter. Utöver nominatformen finns också underarten L. g. annae.